# Legge costituzionale del 1982
La legge costituzionale del 1982 (in inglese Constitution Act 1982, in francese Loi constitutionnelle de 1982) è, con la legge sul Canada del 1982, il testo fondamentale della Costituzione canadese del 17 aprile 1982.
Essa comprende, tra le altre cose: la Carta canadese dei diritti e delle libertà e la procedura di modifica della Costituzione del Canada. Ci sono annessi alcuni testi legislativi e decreti, tra cui la legge costituzionale del 1867 e lo statuto di Westminster del 1931.

## Circostanze
Il primo ministro del Québec dell'epoca, René Lévesque, fu estromesso dai negoziati che si svolsero nella notte tra il 4 e il 5 novembre 1981. L'Assemblea nazionale del Québec non ha dunque mai approvato questa legge in maniera formale.

## Diritti autoctoni
L'articolo 35 della Legge costituzionale del 1982 "riconosce e conferma" i "diritti esistenti — ancestrali o emanati dai trattati — dei popoli autoctoni del Canada." Questo include gli "Indiani, gli Inuit e i Métis del Canada"
La parola "esistenti" all'articolo 35(1) obbligò la Corte suprema a definire quali diritti autoctoni esistano. La Corte suprema ha detto che prima del 1982, i diritti autoctoni esistevano in virtù del diritto consuetudinario. Il diritto consuetudinario non può essere cambiato da una semplice legge. Dunque, prima del 1982, il Parlamento federale poteva eliminare dei diritti autoctoni, mentre non poteva più eliminare i diritti che esistevano nel 1982.
Altre sezioni che trattano dei diritti autoctoni sono l'articolo 25 della Carta e l'articolo 35.1, che stabiliscono le aspettative per una partecipazione autoctona alla modifica delle pertinenti clausole costituzionali.

## Perequazione ed uguaglianza delle opportunità
L'articolo 36 inserisce nella Costituzione l'uguaglianza delle opportunità per la popolazione canadese, lo sviluppo economico per sostenere questa uguaglianza e dei servizi pubblici disponibili per la popolazione. La sottosezione 3 si spinge più lontano riconoscendo il principio secondo il quale il governo federale deve assicurare dei pagamenti per la perequazione.
Nel 1982, il professor Peter Hogg espresse il suo scetticismo di fronte alla possibilità per i tribunali di interpretare ed applicare questa disposizione, notando il suo carattere "politico e morale, piuttosto che legale".

## Modifica della Costituzione
L'articolo 52(3) della Legge costituzionale del 1982 afferma che la Costituzione può essere modificata solamente in conformità alle regole stabilite all'interno della Costituzione stessa. Lo scopo di questa sezione era di impedire ai legislatori la possibilità di emendare la Costituzione mediante una semplice legge.
Le regole per emendare la Costituzione canadese sono estremamente concise. Esse sono descritte nella Parte V della Legge costituzionale del 1982.
Esistono cinque formule di modifica diverse, applicabili a diversi tipi di emendamenti. Le cinque formule sono le seguenti:
1. Formula generale (procedura 7/50, sezione 38): l'emendamento deve essere approvato dalla Camera dei Comuni, dal Senato e da "almeno due terzi delle province la cui popolazione nel suo insieme rappresenti, secondo il censimento generale più recente all'epoca, almeno il 50% della popolazione di tutte le province". Questo si applica a ogni procedura di modifica che non è coperta più specificamente nelle sezioni 41, 43, 44 o 45. La formula generale deve essere utilizzata per ciascuna delle sei situazioni identificate all'articolo 42.
2. Procedura unanime (sez.41): l'emendamento deve essere votato dalla Camera dei comuni, dal Senato e da tutte le legislature provinciali.
3. Procedura bilaterale (sez.43): l'emendamento deve essere votato dalla Camera dei Comuni, dal Senato e dalle assemblee legislative delle province interessate dall'emendamento.
4. Procedura unilaterale federale (sez.44): l'emendamento deve essere approvato solo dalla Camera dei Comuni e dal Senato.
5. Procedura unilaterale provinciale (sez.45): l'emendamento deve essere approvato solo dalla legislatura provinciale.

Altre sezioni della Parte V descrivono aspetti come l'opting out, dove e come una provincia può sottrarsi a un emendamento costituzionale, e i tempi limitati per arrivare a un emendamento costituzionale.

## Supremazia
Secondo l'articolo 52 della Legge costituzionale del 1982, "la Costituzione del Canada è la legge suprema del Canada", e ogni legge che la contraddica è ritenuta inefficace. Questo dà ai tribunali canadesi il potere di annullare delle leggi.Queste rimangano comunque valide fintantoché non siano state annullate da un tribunale.
In precedenza, la legge suprema del Canada era la Legge sul Nord America Britannico (LNAB) in virtù dell'articolo 5 del Colonial Laws Validity Act, che stabiliva che nessuna legge coloniale che violasse uno statuto imperiale britannico era valida. Dato che la LNAB era uno statuto imperiale, ogni legge canadese che la violava era inefficace. Non vi era nessuna disposizione prevista espressamente per dare ai tribunali il potere di giudicare se una legge canadese violasse la LNAB e fosse dunque inefficace; fino al 1982, questo potere della Corte faceva parte della Costituzione non scritta del Canada.

### Definizione della Costituzione
L'articolo 52(2) della Legge costituzionale del 1982 definisce la Costituzione del Canada. Essa comprende:
a) la Legge sul Canada del 1982 (che comprende a sua volta la Legge costituzionale del 1982 nell'Annesso B);
b) 30 testi legislativi e decreti figuranti nell'annesso della Legge costituzionale del 1982;
c) tutte le modifiche dei testi legislativi e decreti di cui ai paragrafi a) o b).
L'articolo 52(2), oltre a comprendere vari statuti imperiali, contiene otto statuti canadesi, di cui tre che creano delle province, e cinque che sono modifiche della Legge costituzionale del 1867.
I tribunali canadesi si sono riservati il diritto di aggiungere e di inserire principi e convenzioni nella Costituzione in modo unilaterale. Benché il diritto dei tribunali di riconoscere diritti dell'uomo che non sono enunciati in modo esplicito in una costituzione non sia particolarmente anormale, la situazione canadese è unica dato che questo diritto si estende a questioni procedurali che non sono legate ai diritti dell'uomo.
In particolare, la Corte suprema del Canada ha stabilito che l'articolo 52(2) non costituisce un elenco esaustivo di tutto ciò che comprende la Costituzione. La Corte si riserva il diritto di aggiungere principi non scritti alla Costituzione, e per questo di inserirli accordando loro la supremazia costituzionale (ad esempio, è stato aggiunto il privilegio parlamentare alla Costituzione). La Corte notò, per contro, che l'elenco dei documenti scritti era cristallizzato e poteva essere modificato solo attraverso le formule di emendamento.